# 법학자 작전
제2차 세계 대전 동안, 법학자 작전(Operation Jurist)은 클랑항이나 포트딕슨 가운데 하나를 점령하여 말라야와 싱가포르를 탈환하려는 영국군의 계획이었다. 그러나 태평양 전쟁이 조기에 끝나면서 그것은 완벽하게 실행되지는 못했다. 피낭으로의 제안된 상륙 작전 몇몇 개는 일본의 목적을 입증하기 위해 계획대로 진행되었으나 일본군의 저항은 없었다.이 공격을 위해 계획된 기만술은 슬리퍼리 작전이라고 불렸으며 1944년 10월에 상륙하기로 한 소규모의 SOE 부대가 이를 맡았다.
조석 작전이 일본의 항복 다음으로 미루어진 작전이 되었다. 1945년 8월 27일 연합군 함대가 양곤을 떠났다. 해롤드 워커 부제독의 휘하의 병력은 태스크 포스 11로 명명되었으며, 이들은 HMS 넬슨, 호위함 HMS 어태커, 그리고 HMS 헌터, 경순양함 HMS 실론, 구축함 HMS 페타드와 HMS 팔라딘, 그리고 2개의 상륙 주정으로 구성되어 있었다. 그들은 8월 28일 피낭에 도착했다. HMS 넬슨이 함대의 총지휘함이 되었으며 항복식이 1945년 9월 2일 진행되었다. 일본의 항복 이후 제25보병사단이 말라야에 배치되었고, 월커의 함대는 주요부대와 만나기 위해 싱가포르로 항해했다.

## 전투 서열

### 영국군
- 전함: 넬슨
- 호위항공모함: 어태커, 헌터
- 경순양함: 실론
- 구축함: HMS 팔라딘 (G69), HMS 페타드 (G56), HMS 볼라지 (R41)
- 그외 함선: 보병상륙함 3척
- 상륙군: 영국 왕립해병대 제3코만도여단

### 일본군
제7방면군